# 王興洪
王興洪（1982年2月15日—），有時以王福安作為藝名，緬甸出身的電影製片、演員。

## 生平
王出生於緬甸，為緬甸華人，在電影製作過程中，王經常是製片兼演員。大學時期，王與趙德胤導演合作的電影短片《白鴿》，是王最初出道的作品。此後王與趙繼續合作不斷，先後完成了多部短片及長片作品。其中有《家書》、《一則日記》、《家鄉來的人》、《華新街記事》、《再見了！台灣》、《工地日誌》、《沉默庇護》和《海上皇宮》等電影短片。
經過多部短片演出經驗，2011年王在趙德胤導演的首部長片《歸來的人》中首次擔任長片男主角，該片入圍了鹿特丹影展老虎奬競賽、釜山影展新潮流競賽等國際影展。2012年完成《窮人。榴槤。麻藥。偷渡客》，該片入圍鹿特丹影展、釜山影展、溫哥影展等國際影展。2014完成《冰毒》，《冰毒》在愛丁堡國際影展護得最佳影片奬以外，也代表了台灣角逐第87屆奧斯卡金像獎。王與趙合作完成的《歸來的人》 、《窮人。榴槤。麻藥。偷渡客》、《冰毒》，被譽為緬甸歸鄉三部曲。此後，王與趙再度携手合作，先後完成了劇情片《再見瓦城》，紀錄片《挖玉石的人》、《翡翠之城》、《14顆蘋果》等四部電影作品。2019趙之最新作品 《灼人秘密》，王也參與了幕後製作及幕前演出。

## 影視作品

### 電影長片
| 年份 | 片名                                         | 導演         | 職位 | 職位 |
| 年份 | 片名                                         | 導演         | 製片 | 演員 |
| ---- | -------------------------------------------- | ------------ | ---- | ---- |
| 2011 | 《歸來的人》 Return to Burma                 | 趙德胤       | 是   | 是   |
| 2012 | 《窮人。榴槤。麻藥。偷渡客》 Poor Folk       | 趙德胤       | 是   | 是   |
| 2014 | 《冰毒》 Ice Poison                          | 趙德胤       | 是   | 是   |
| 2016 | 《再見瓦城》 The Road to Mandalay            | 趙德胤       | 是   | 是   |
| 2019 | 《灼人秘密》 Nina Wu                         | 趙德胤       | 是   | 是   |
| 2021 | 《月老》 Till We Meet Again                  | 九把刀       |      | 是   |
| 2021 | 《該死的阿修羅》 Goddamned ASURA             | 樓一安       | 是   |      |
| 2023 | 《睡覺時眼睛睜開》 Sleep With Your Eyes Open | Nele Wohlatz |      | 是   |

### 電視劇集
| 年份 | 片名                              | 導演   | 職位 | 職位 | 平台 |
| 年份 | 片名                              | 導演   | 製片 | 演員 | 平台 |
| ---- | --------------------------------- | ------ | ---- | ---- | ---- |
| 2021 | 《誰在你身邊》 Who’s By Your Side | 何潤東 |      | 是   | HBO  |

### 紀錄長片
| 年份 | 片名                       | 導演   | 職位 | 職位 | 職位   |
| 年份 | 片名                       | 導演   | 製片 | 攝影 | 被攝者 |
| ---- | -------------------------- | ------ | ---- | ---- | ------ |
| 2015 | 《挖玉石的人》 Jade Miners | 趙德胤 | 是   | 是   |        |
| 2016 | 《翡翠之城》 City of Jade  | 趙德胤 | 是   | 是   |        |
| 2018 | 《十四顆蘋果》 14 Apples   | 趙德胤 | 是   |      | 是     |

### 短片
| 年份 | 片名             | 職位 | 職位 | 職位 |
| 年份 | 片名             | 製片 | 攝影 | 演員 |
| ---- | ---------------- | ---- | ---- | ---- |
| 2006 | 《白鴿》         | 是   |      | 是   |
| 2008 | 《家書》         |      |      | 是   |
| 2008 | 《一則日記》     | 是   |      | 是   |
| 2009 | 《家鄉來的人》   | 是   |      | 是   |
| 2009 | 《華新街記事》   | 是   |      |      |
| 2009 | 《再見了！台灣》 |      |      | 是   |
| 2010 | 《工地日誌》     | 是   | 是   | 是   |
| 2013 | 《沉默庇護》     | 是   |      | 是   |
| 2014 | 《海上皇宮》     | 是   |      | 是   |
| 2024 | 《貓與雞》       |      |      | 是   |

## 廣告作品
- 2012 《你在礁溪的那些日子》 （製片）

## 外部連結
- 王興洪在互联网电影资料库（IMDb）上的資料（英文）（英文）
- 王興洪在豆瓣上的资料（简体中文）
- 王興洪在时光网上的簡介（简体中文）